# Lies Arntzenius

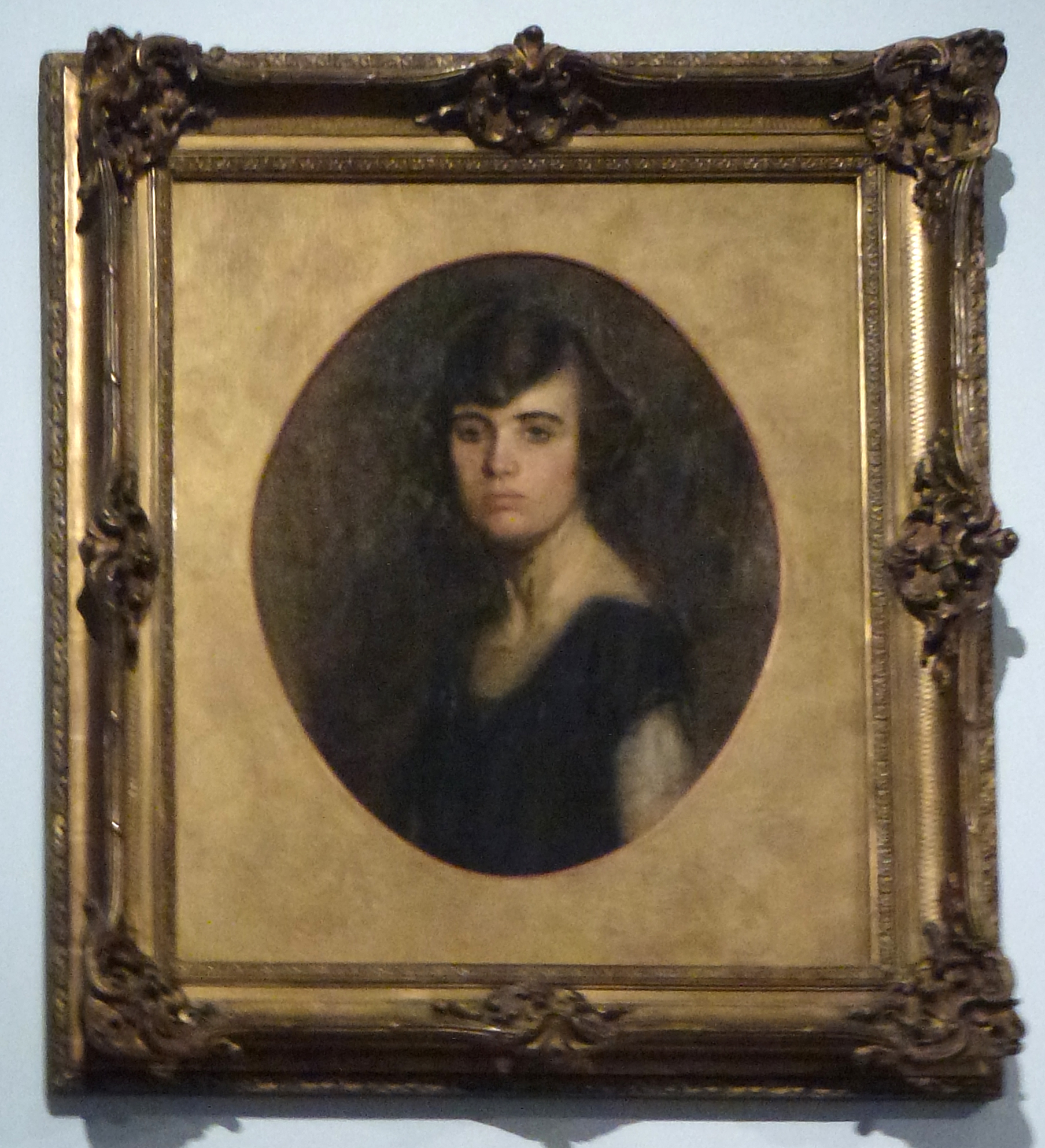
Lies Arntzenius gemalt von Floris Arntzenius

Elise Lies Claudine Pander-Arntzenius (* 13. Juni 1902 in Den Haag; † 24. März 1982 ebenda) war eine niederländische Malerin, Zeichnerin und Bildhauerin.

## Leben

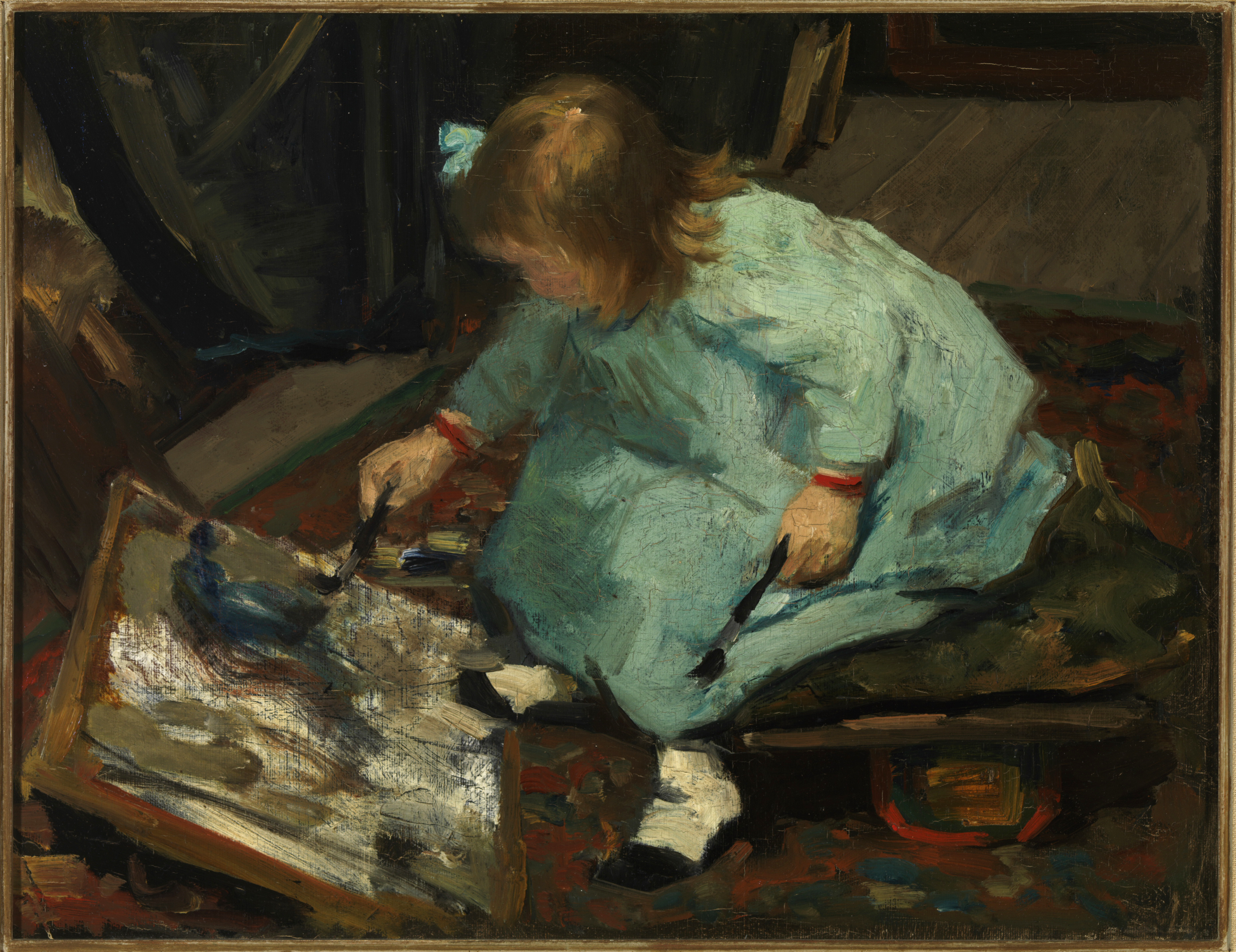
Lies Arntzenius gemalt von Floris Arntzenius, 1906

Lies Arntzenius wurde am 13. Juni 1902 in Den Haag geboren. Ihr Vater war der Maler Floris Arntzenius (1864–1925), ihre Mutter die Malerin Lide Doorman (1872–1954). Sie hatte drei Schwestern, von denen mit Liekie Arntzenius (1905–1996) eine auch Malerin wurde. 1927 heiratete sie Hendrik Pander (1903–1973). Sie hatten zwei Kinder. Arntzenius wurde an der Koninklijke Academie van Beeldende Kunsten in Den Haag ausgebildet. Sie malte Blumenstillleben und Ölgemälde, aber auch Aquarelle und war als Bildhauerin tätig. Arntzenius war Mitglied der Künstlervereinigung Nederlandse Kunstkring.
Lies Arntzenius starb am 24. März 1982 in Den Haag.